# Benbowia callista
Benbowia callista är en fjärilsart som beskrevs av Alexander Schintlmeister 1997. Benbowia callista ingår i släktet Benbowia och familjen tandspinnare. Inga underarter finns listade i Catalogue of Life.